# Synsepal
Synsepal (Synsepalum) – rodzaj roślin z rodziny sączyńcowatych. Obejmuje 29–36 gatunków. Rosną one w Afryce Równikowej. Znaczenie ekonomiczne ma zwłaszcza jeden gatunek – synsepal słodki S. dulcificum zawierający mirakulinę nadającą kwaśnym i słonym potrawom słodki smak, dodatkowo powodującą zmniejszenie apetytu.
Wykaz gatunków
| - Synsepalum afzelii T.D.Penn. - Synsepalum aubrevillei (Pellegr.) Aubrév. & Pellegr. - Synsepalum batesii (Pellegr.) Aubrév. & Pellegr. - Synsepalum bequaertii Bequaert - Synsepalum brenanii T.D.Penn. - Synsepalum brevipes (Baker) T.D.Penn. - Synsepalum buluensis Greves - Synsepalum carrieanum Pierre ex. ined. - Synsepalum cerasiferum T.D.Penn. - Synsepalum congolense Lecomte - Synsepalum dulcificum Daniell – synsepal słodki - Synsepalum fleuryanum A. Chev. - Synsepalum gabonense (Pellegr.) Aubrév. & Pellegr. - Synsepalum kassneri T.D.Penn. - Synsepalum lastoursvillense (Pellegr.) Aubrév. & Pellegr. - Synsepalum laurentii D. J. Harris - Synsepalum le-testui (Pellegr.) Aubrév. & Pellegr. | - Synsepalum letouzei Adansonia - Synsepalum msolo (Engl.) T.D.Penn. - Synsepalum muelleri T.D.Penn. - Synsepalum nyangense (Pellegr.) Aubrév. & Pellegr. - Synsepalum ogouense (Pellegr.) Aubrév. & Pellegr. - Synsepalum ovatostipulatum De Wild. - Synsepalum oyemense (Pellegr.) Aubrév. & Pellegr. - Synsepalum passargei T.D.Penn. - Synsepalum pobeguinianum Ake Assi - Synsepalum revolutum T.D.Penn. - Synsepalum seretii T.D.Penn. - Synsepalum stipulatum Engl. - Synsepalum subcordatum De Wild. - Synsepalum subverticillatum (E.A.Bruce) T.D.Penn. - Synsepalum tomentosum (Pellegr.) Aubrév. & Pellegr. - Synsepalum tsounkpe (Pellegr.) Aubrév. & Pellegr. - Synsepalum ulugurense Engl. - Synsepalum zenkeri (Pellegr.) Aubrév. & Pellegr. |